# Polydesmus beroni
Polydesmus beroni är en mångfotingart som beskrevs av Pius Strasser 1962. Polydesmus beroni ingår i släktet Polydesmus och familjen plattdubbelfotingar. Inga underarter finns listade i Catalogue of Life.